# B-47轟炸機
波音B-47「同溫層噴射機」（英語：B-47 Stratojet）是一型擁有六具噴射發動機的長程中型轟炸機。它的設計目的是以高亞音速的速度自高空穿透蘇聯的防線，以核彈攻擊蘇聯本土地區。B-47可以說是自二次世界大戰以來一個極為重要的跨時代設計。在現代大型噴射客機上所見到幾個重要特徵，包括大型後掠翼跟安置於機翼下的發動機夾艙設計，此時都應用在B-47之上。
B-47轟炸機於1951年正式進入美國空軍服役。雖然它在服役期間從未以轟炸機的角色參加過任何一場戰爭，但它在1950年代到1960年代初期承擔了美國戰略空軍司令部戰略轟炸主力的重任。在將此重擔移交給B-52之後，B-47仍持續擔任戰略轟炸機的角色一直到1965年。除戰略轟炸任務之外，一些B-47也接受了部分改裝以擔當其他的飛行任務；其中包括了空中偵照，電子偵察跟氣象觀測等不同任務。在結束做為戰略轟炸機的角色之後，B-47仍持續的扮演此類偵察機直到1969年，並擔任空中測試平台到1977年為止。B-47在整个服役期间共坠毁203架，占制造总数的约10%，致使464名飞行员丧生。

## 發展過程

### 源由
B-47的設計源自於波音針對美國陸軍航空軍於1943年所提出的一項轟炸、偵查兩用噴射機的需求草案。一開始，波音公司提出了一型基本上是B-29縮小版再加上四顆噴射發動機的設計（Model 424）。1944年，美國政府對這型飛機的需求逐漸具體化，要求新設計的轟炸機要能夠達到最大飛行速度800 km/h，巡航速度725 km/h；並且同時要擁有3,500哩作戰半徑，及45,000呎的作戰飛行高度。
針對這項新的要求，1944年12月北美航空，康維爾，波音與格倫馬丁相繼送出了新型長程轟炸機的計畫案。由於風洞測試結果顯示波音原本的設計（Model 424）發動機安置方式將帶來過大的阻力，波音為此而重新修改設計，將四具發動機埋入前機身之中（Model 432）。經過計畫審查，美國陸軍航空軍決定通過了全部四家公司的計畫，並要求北美公司與康維爾公司專注於四發動機的設計（日後成為B-45與XB-46），波音與馬丁公司則研究六發動機的設計（B-47與XB-48）。於此同時，新型轟炸機所使用的發動機亦決定為通用公司所發展的TG-180噴射發動機。

### 後掠翼設計
1945年德國投降之後，美國陸軍航空軍組成科學委員會對德國的航空實驗室做了近兩個月的調查，以了解其中哪些科技將可為美國人所用。其中一位波音公司的工程師，George S. Schairer在翻閱德國人對後掠翼接近音速時所做的研究時，頓時了解到該項研究對該公司新型轟炸機設計所存在的潛在巨大意義。於此之故，他立刻通知在美國本土的波音公司，建議立刻停止發展平直翼型的轟炸機，轉而發展後掠翼型的機種。在波音工程師Vic Ganzer的分析之後，他認為最佳的後掠角應該是35度左右。因此波音的航空工程部門立刻修改了原本的Model 432設計，在1945年9月向美國陸軍航空軍遞交採用大角度後掠主翼與尾翼的Model 448設計。然而，Model 448型的發動機配置方式並不為美國陸軍航空軍所青睞，因此，波音再度修改了機身的設計，將原本半埋在機身前後段的發動機改以吊艙的方式懸掛於主翼之下，成為接近最後B-47造型的Model 450型設計。此設計終為美國陸航所接受，因此波音便基於此型設計繼續發展此型轟炸機。由於轟炸機的機翼過薄，沒有空間收納機輪，因此最後波音採用了腳踏車式的起降機輪配置。同時由於這種機輪的配置使飛機在地面時無法前後傾仰，因此機輪特別經過設計，以讓B-47起飛時不必經過傾仰即可位於適當的起飛角度。.

### 發動機與性能
第一架波音B-47原型機所裝置的發動機為GE-J35噴射發動機，TG-180的量產版本。每具J-35可以提供3,970 lb（17.7 kN）的推力；然而，在低速環境下J-35並無法提供良好的推力，因此XB-47原型機另外安裝了18具固態助推（RATO）火箭，以提供起飛時所需要的額外推力。
Model 450原本所設想的高速飛行速度幾乎與當時的戰鬥機不分軒輊，所以機上唯一安裝的防衛性武裝僅有機尾一具透過自動火控系統操作的雙連裝.50機砲砲塔。為了達成預想的航程，B-47的燃料容量極為驚人。滿載時可攜帶17,000加侖的燃油，是B-29轟炸機（5000加侖）的三倍以上。最早的B-47同時也可攜帶將近10,000 lb（4.5噸）的籌載，同時，量產機也配備有當時最先進的導航、轟炸、反偵測與火控電子裝備。

### 弹射座椅
最初投入批量生产的约400架B-47B未配备弹射座椅，加上飞机本身事故率较高，造成大量飞行员伤亡。后空军大幅更改设计，在新造和由B-47B升级而来的B-47E上，为每一位飞行员配备了弹射座椅。机首领航员向下弹射，后方依次驾驶员、武器操作员，向上弹射。

## 衍生機型

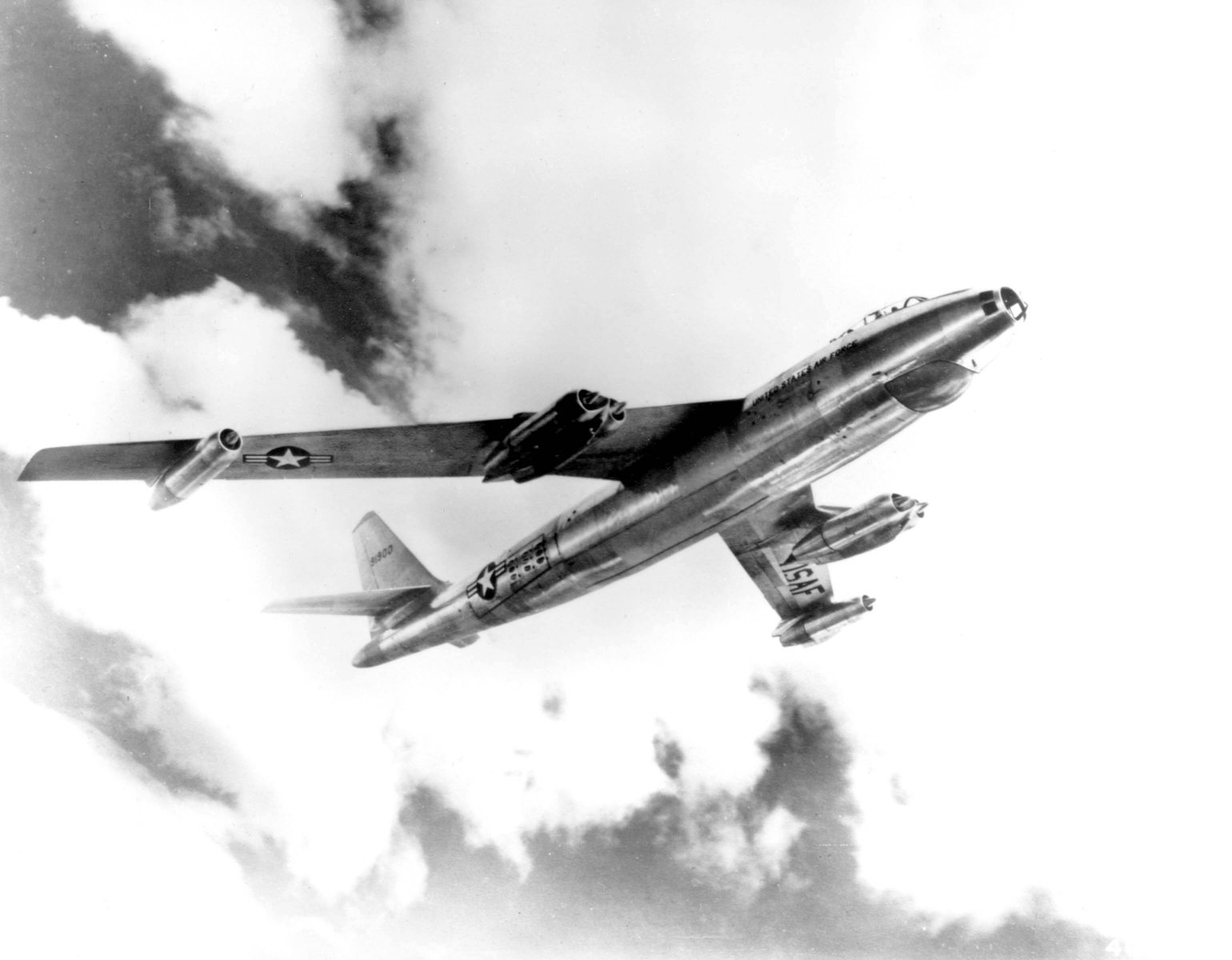
B-47A,當時被媒體形容為世界上最快的轟炸機

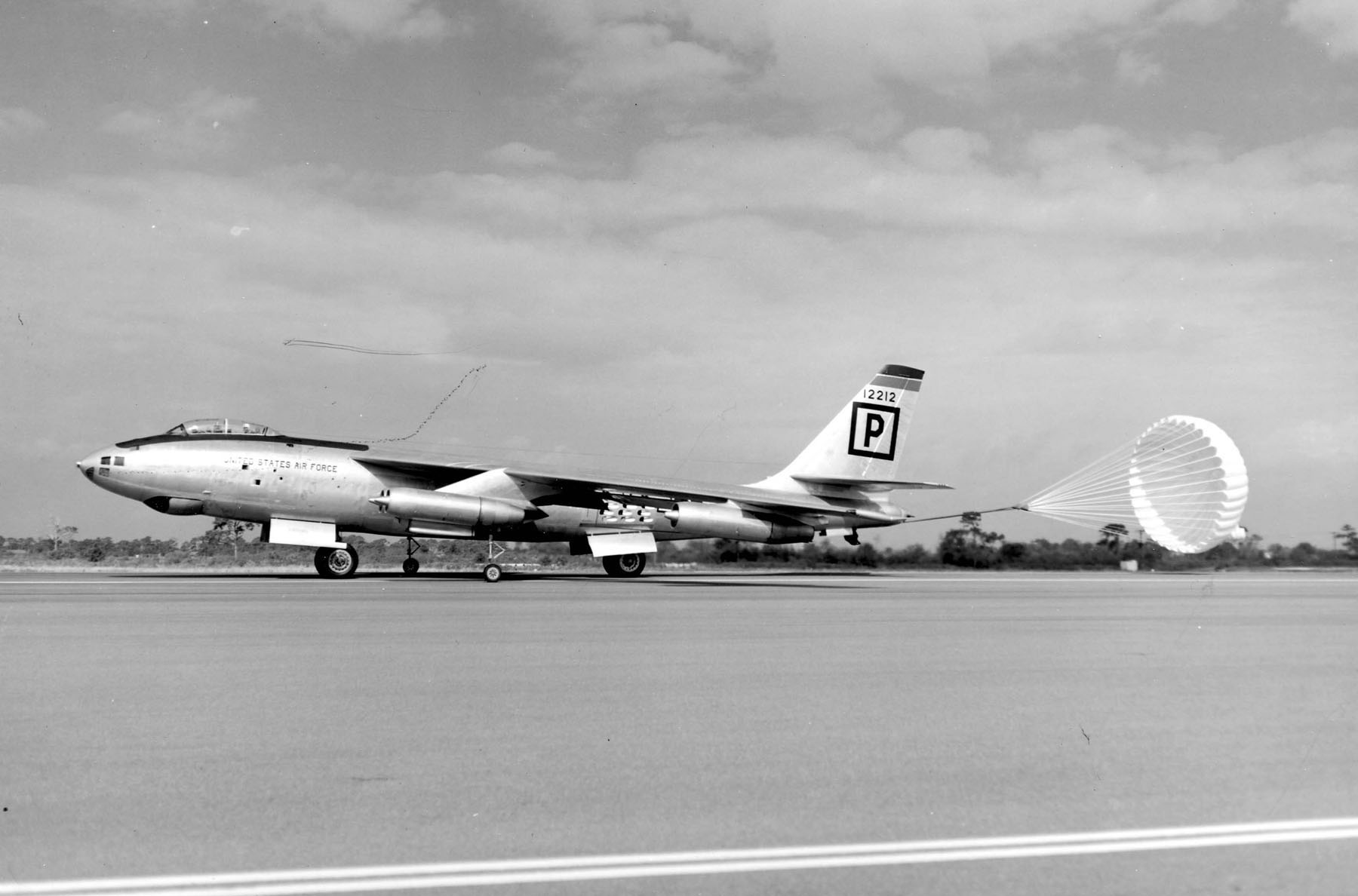
降落時張開阻力傘的波音B-47B 51-2212

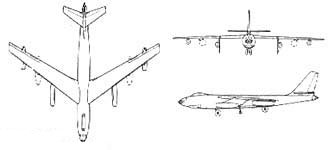
B-56

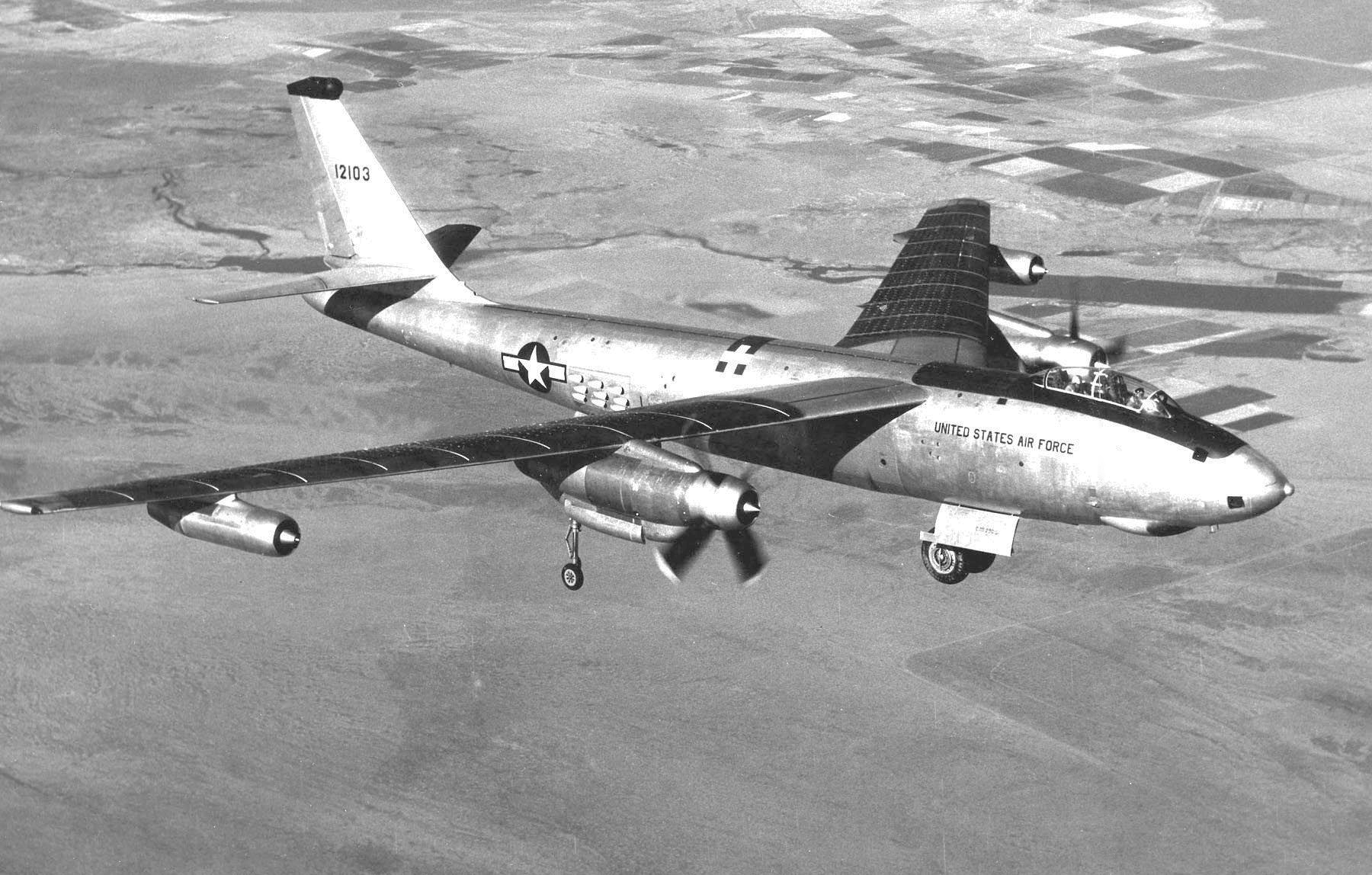
XB-47D

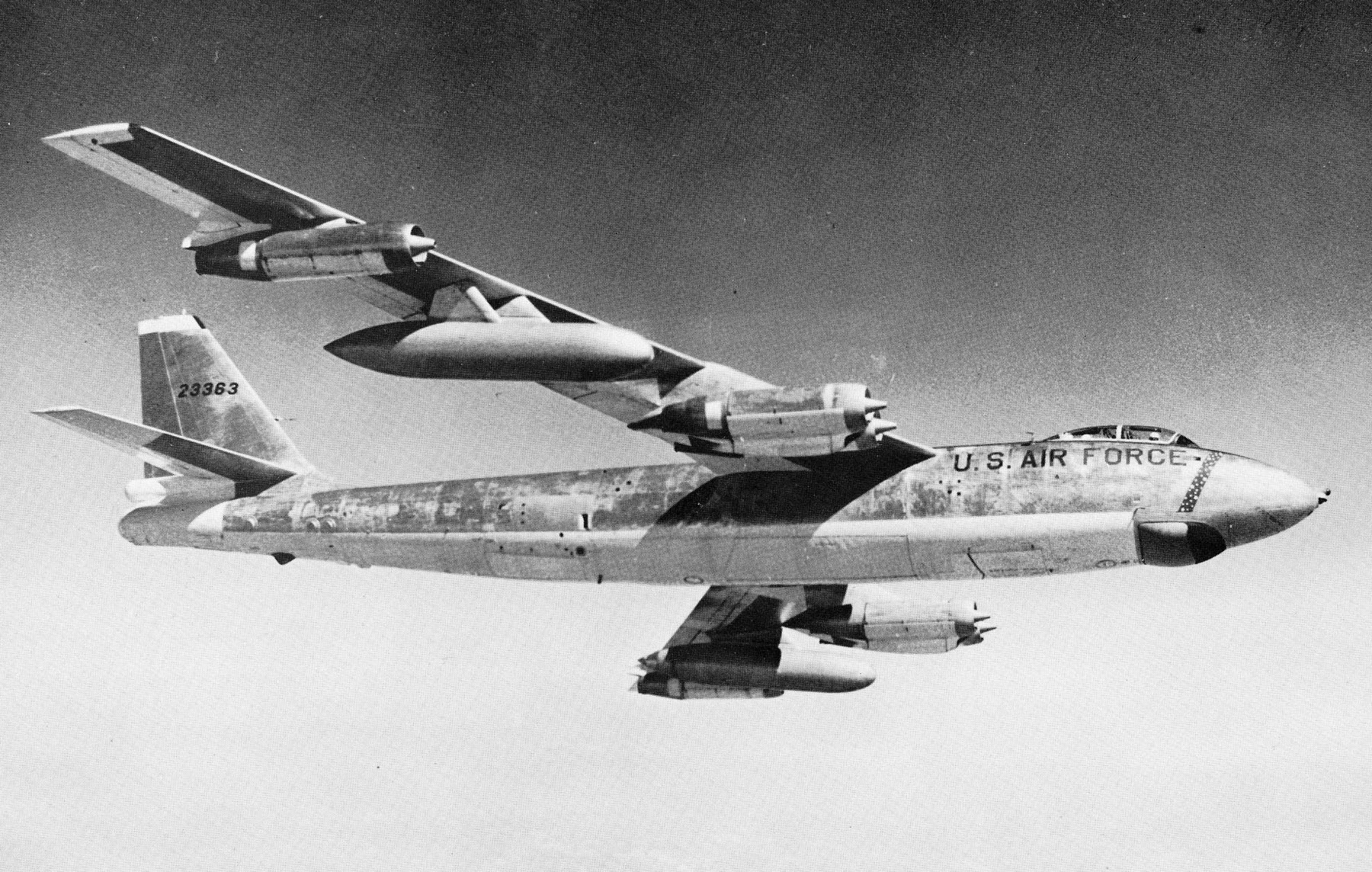
飛行中的波音B-47E

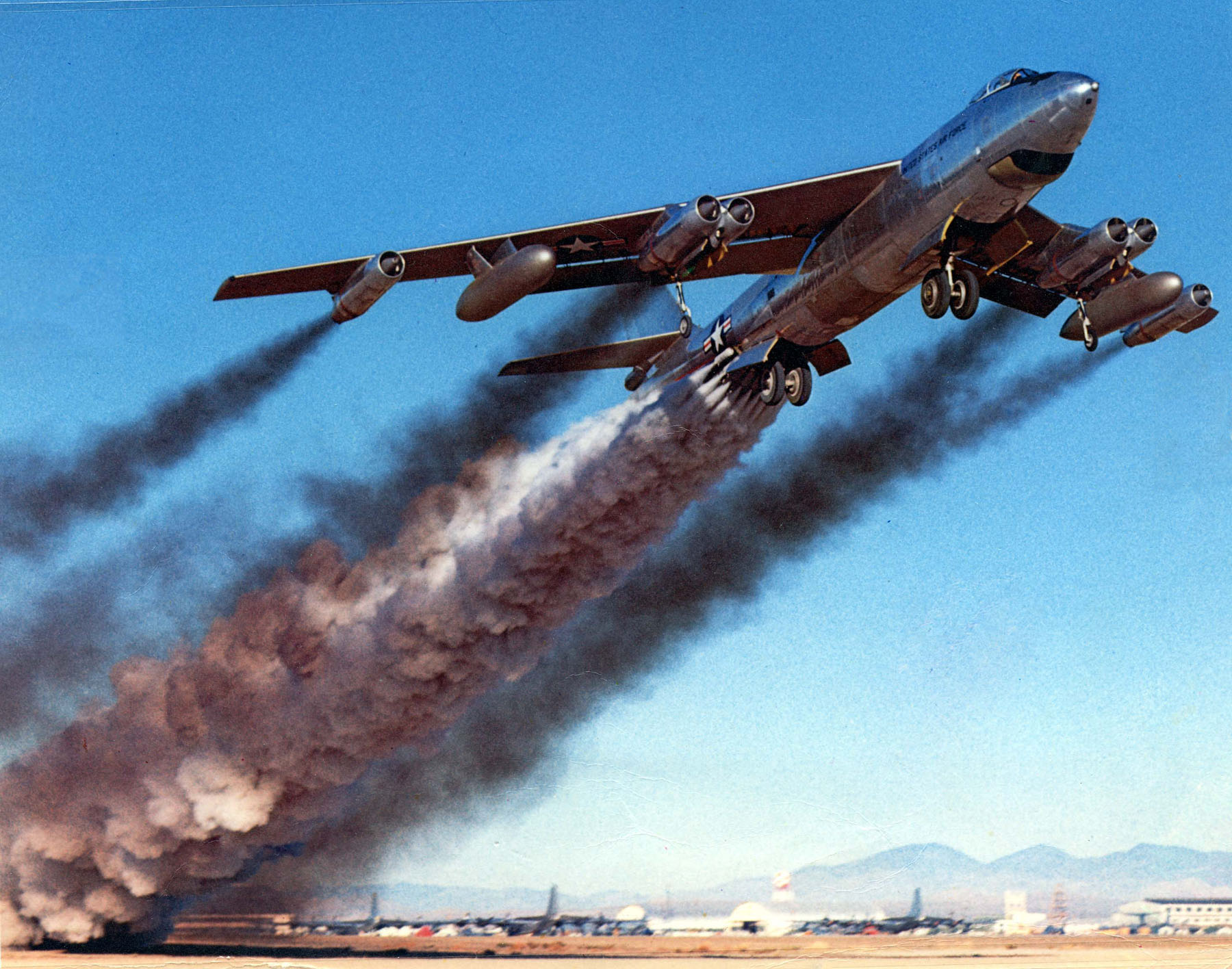
助推起飛中的B-47B

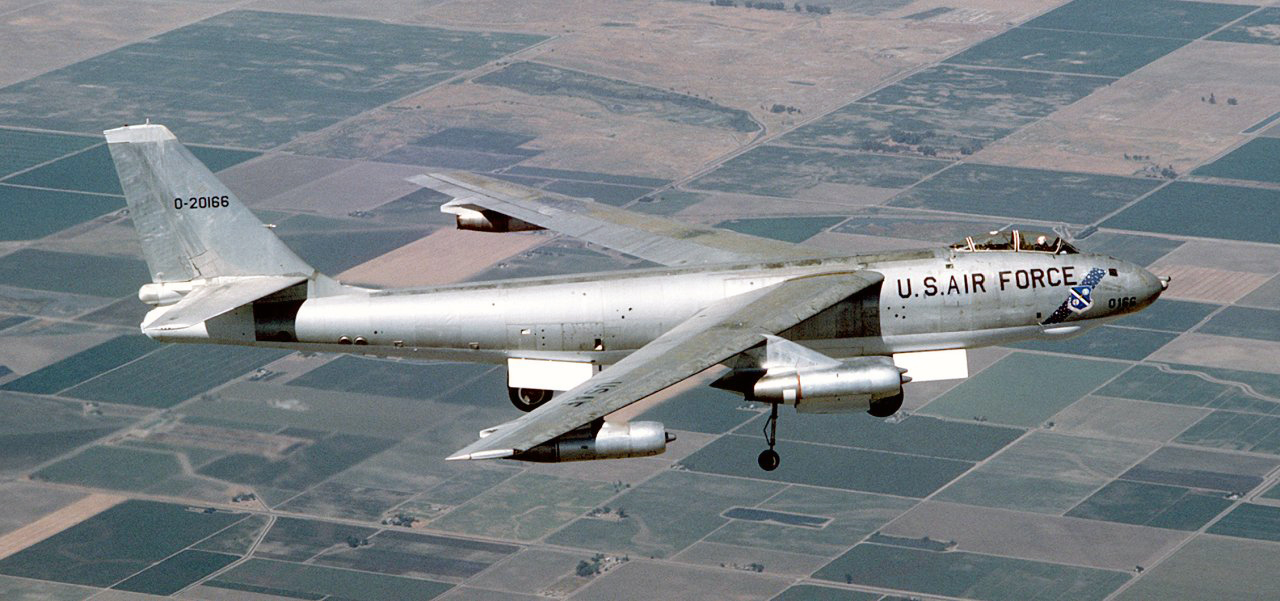
1986年B-47最後一次的飛行。這架被回復到可飛行狀態的52-0166正由美國海軍中國湖測試場飛渡到Castle空軍基地作為展示之用

資料來源：Baugher.
XB-47
兩架依據不同構型（Model 450-1-1與Model 450-2-2）所建造的原型機（46-065與46-066）。首次試飛時搭載六具艾利生J-35-GE-7噴射發動機，爾後更換為GE J-47-GE-3發動機。
B-47A

B-47A為首批10架做為飛行評估用的B-47型機。構型類似原本的XB-47，但裝置J47-GE-11噴射發動機，可提供與J47-GE-3早期型相同的5,200lb推力。同時這批飛機也安裝了RATO助推火箭的位置。
B-47B

B-47B為第一型可投入作戰使用的B-47轟炸機。第一架B-47B於1951年四月首次試飛，最終一共生產了399架，其中包括8架由洛克希德公司，10架由道格拉斯公司組裝的B-47B。第一批87架B-47B使用與B-47A相同的J47-GE-11發動機，但後續生產批次則改用更強力的J-47-GE-23型發動機（每具5,800 lb推力）。所有早期的B-47B後來也都更換為此型發動機。
B-47B也如同B-47A一般，裝置了RATO助推系統；同時籌載增加為18,000 lb。由於B-47B的航程仍無法達到美國空軍原本的期望，因此B-47B後來亦加裝了空中加油系統及外掛式副油箱以延長航程。1956年，所有仍在飛行狀態的B-47B皆修改為B-47E構型，這些B-47有時也被稱做為B-47-II。
YRB-47B
由於RB-47B的發展延遲之故，在RB-47E能夠擔任戰備之前，91架B-47B在前彈艙中加裝了八具照相機，編號為YRB-47B，做為白晝偵查之用。這批飛機在RB-47E服役後皆改回原本的轟炸角色。
TB-47B
1953年，一共有66架第一批次的B-47B被改為TB-47B。這批B-47B於1956年也被升級至B-47E的標準；同時其他41架早期型B-47B也被改裝為TB-47B，做為人員訓練之用。
MB47-B
在氫彈發明之後，美國空軍計畫將少部分B-47B改裝為可無人操控的MB-47B，充做可以攜帶氫彈的大型巡弋飛彈。然而，這個計畫經過測試後發現並不可行，並於1953年4月取消。
YDB-47B
1950年代B-47B也曾計畫做為AGM-63液態燃料飛彈的發射平台。其中一架B-47B被改裝為YDB-47B飛彈發射平台。爾後在AGM-63計畫取消之前，共有74架B-47更改為DB-47B飛彈發射機。
WB-47B
1956年，一架B-47B被改裝為WB-47B氣象觀測機，這也是少數並非由美國空中戰略司令部所操作的B-47型機。這架WB-47B一直擔任氣象觀測任務直到1960年代中期。
KB-47B
1953年，兩架B-47B接受改裝用以測試軟式空中加油系統。其中供油機被編號為KB-47B，受油機編號為YB-47F。由於發現KB-47並無法攜帶足夠的燃料讓他成為一個有效率空中加油機，整個計畫在1954年被取消。
Canadair CL-52
1956年，一架B-47B被租用給加拿大皇家空軍用來測試將用於CF-105箭式戰鬥機上的新型噴射發動機。這架CL-52是唯一一架曾由美國以外國家所操作的B-47。
YB-47C / RB-47C / B-47Z / B-56
四發動機版本的B-47。1950年，波音提出一款安裝四具J-35-A-23發動機（每具推力10,090 lb）的YB-47C型，用以取代原本所使用的六具GE J47系列發動機。1950年1月美國政府與波音簽約，計畫將一架B-47B型飛機改裝新式發動機；然而，由於J-35發動機未能提供預期中的性能，加上其他項目的延遲，最後波音決定改採用艾利生J71型發動機，並將YB-47B編號更改為B-56這個計畫最後在進行B-47B改裝之前，於1952年12月取消。
XB-47D
1951年，兩架B-47B被改裝為XB-47D做為飛行測試之用。XB-47D將掛於主翼內側的四具噴射發動機更換為兩具裝有大型四葉螺旋槳的YT-49-W-1渦輪螺旋槳發動機。由於發動機發展延遲，XB-47D一直到1955年8月才得以進行第一次試飛。雖然測試結果顯示在更換發動機之後，XB-47D的飛行效能與原本的B-47並無差異，且落地滑行距離更短，但美國空軍對此種混合構型並沒有感到興趣。
B-47E
B-47E為繼B-47B之後第二種進入量產的B-47型轟炸機。
第一架B-47E於1953年1月30日試飛。與B-47B相較，B-47E採用J47-GE-25發動機（很快的又更換為J47-GE-25A）以提供更大的推力，也安裝了水注入系統以提高起飛時的最大推力。
火箭助堆系統與B-47B相比亦有所改變，由內建的18具助推火箭改為外掛式的33具助推火箭。
同時，由於空中加油系統的成熟，與外掛副油箱的運用，B-47E的內載燃料量亦減少為14,627加侖，以降低機體重量。另外B-47E亦將彈射座椅安裝回座艙之中，機尾砲塔的.50機槍也更換為20 mm機砲，及A-5火控系統（後改為MD-4）。B-47E的另外一項改變則是取消機鼻的窗戶，僅留下機側的兩扇窗戶，但由B-47B升級的版本則無此項改變。
後期的B-47E除加裝了電戰系統外，更採用了強化過的機輪、機身與新型雷達（AN/APS-64）。雖然載彈艙較先前版本更短，但籌載則上升到25,000 lb。
B-47E一共生產了1341架。691架由波音製造，386架由洛克希德公司生產，另外264架由道格拉斯公司製造。另外如前所述，大多數的B-47B也升級至B-47E標準。
TEE TOWN B-47E
1955年，100架B-47E-I接受改裝以安裝兩具外掛式夾艙於彈艙兩側。兩具夾艙中各攜帶四具AN/ALT-6B干擾器，這型干擾莢艙被取名為"Tee Town莢艙"，因此這些飛機也被稱做是"Tee Town B-47s"。
EB-47E
上述的B-47E加裝電戰干擾系統的改良最後終於引領了特別為電子干擾作戰而設計的EB-47E型電戰機之誕生。最初的EB-47E在彈艙中安裝了16具干擾器，以及雷達警告系統與干擾絲裝置。後期的EB-47E（Phase V）則在彈艙中更加裝了可加壓的模組，包括13具由兩名組員所操作的可供干擾特定頻道的干擾器。一共有大約B-47E被改裝為EB-47E，其中52-0410與52-0412兩架是特別為美國海軍的艦隊電子作戰支援任務於1960年代中期所改裝的。其中一架一直服役到1977年12月為止。
EB-47E (TT)
三架B-47E被改裝為EB-47E（TT）型機，負責偵側蘇聯飛彈試射與火箭活動的無線電訊號。這三架EB-47E (TT)皆部屬於土耳其地區，並服役到1967年為止。
ETB-47E
少數的B-47E在1960年代初期亦被改裝為訓練用途的教練機使用，編號ETB-47E。他們在1960年代初期取代了原先作為此用途的TB-47B。
DB-47E / YDB-47E
兩架B-47E被改為YDB-47E以提供GAM-63飛彈計畫必要的協助。另外兩架B-47E則在該飛彈初始戰備時期被改裝為DB-47E。在計畫結束之後，這兩架DB-47E被充作靶機的控制飛機。
JB-47E
為特殊測試而改裝的B-47E，其中一架在1960年代被用來測試系統。
JTB-47E
為機密試驗而改裝的B-47E，共三架。
NB-47E
NB-47E為1969年至1975年間，空軍借給美國海軍以測試將用於[S-3反潛機]的GE TF-34-2渦扇發動機的飛行平台。
QB-47E
1959年到1960年間由RB-47E所改裝的14架無人靶機。這些飛機除了裝有無線電遙控裝置之外，更安裝了自我毀滅裝置與捕捉勾系統。最後兩架於1970年初期退役。
RB-47E
長距離偵照機，也是B-47機種中唯一捲入接近戰爭狀態的機型。他們出沒在任何可能可以穿透蘇聯空域的地區，也常用於刺探蘇聯的領空。波音一共製造了240架RB-47E型偵查機，這型飛機亦可進行夜間偵照任務，並擁有更大的攜帶燃料量（18,400 lbs）。
WB-47E
一共有34架B-47E由洛克希德改裝為氣象觀測機（WB-47E）。這型飛機一直在美國空軍中服役到1969年，是美國空軍所操作的最後一型B-47。
RB-47H/ERB-47H
32架RB-47H被製造以作為電子情報偵查之用，另有3架是特別的ERB-47H。他們的主要用途是收集雷達與通信訊號。
YB-47J
為B-52轟炸機測試MA-2 BNS系統的B-47E。
RB-47K
RB-47K一般用作氣象觀測之用，可攜帶8枚氣象投送偵測器，並投放於航行路徑之上以收集氣象資料。1963年除役。
EB-47L
1961年到1963年間，一共有36架B-47E被改裝作為通訊中繼飛機。EB-47L被作為美國遭受核彈攻擊後的機動命令廣播播報站之用。1965年除役。